# Biblioteka Horyniecka Ponińskich
Biblioteka Horyniecka – powstała w XIX wieku biblioteka prywatna, której zbiory od 1925 współtworzyły zasób Biblioteki Narodowej.

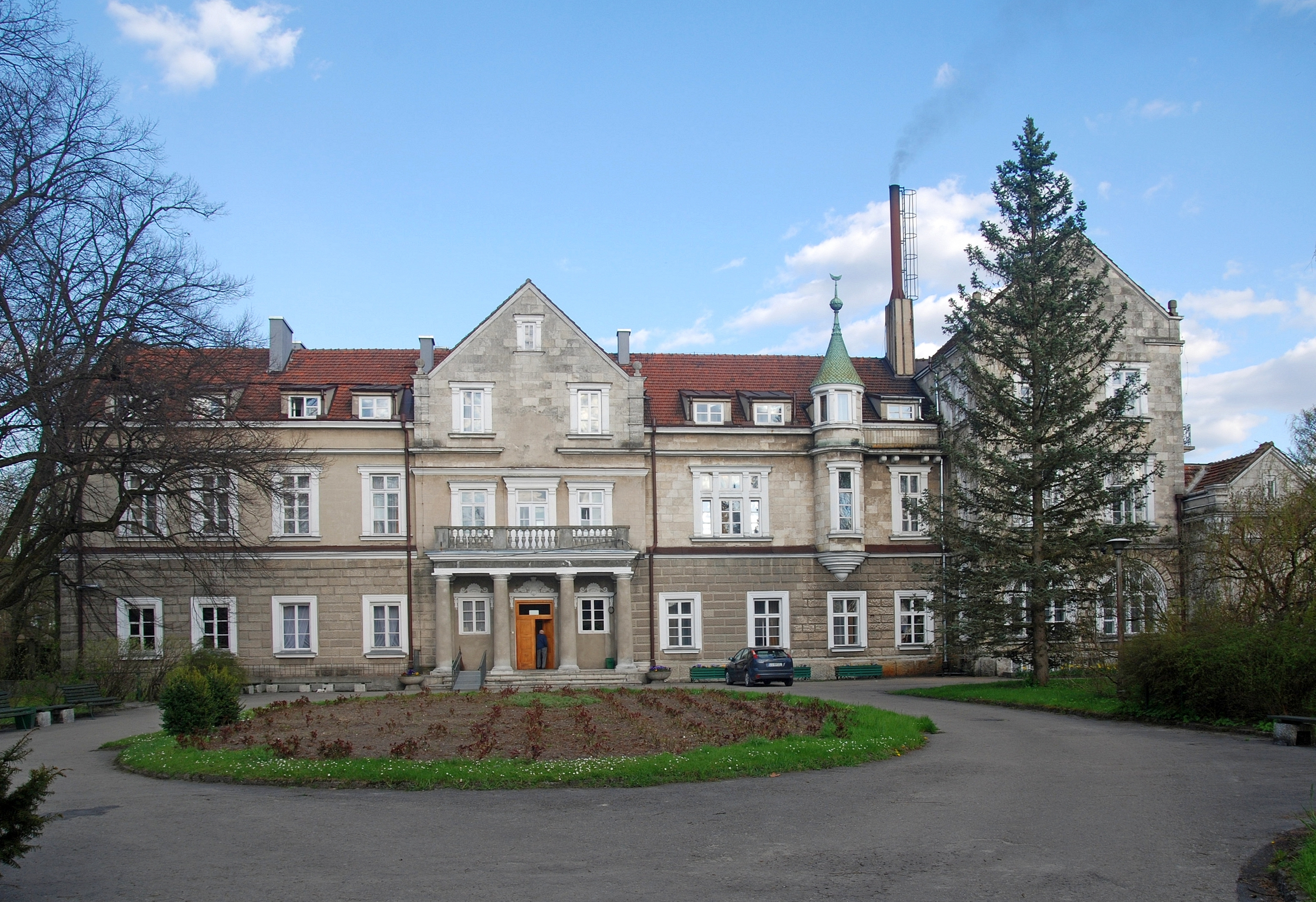
Pałac w Horyńcu-Zdroju Ponińskich

Twórcami tej jednej z największych bibliotek prywatnych na terenie Galicji byli książęta Ponińscy herbu Łodzia. W posiadanie Horyńca weszli poprzez ożenek księcia Aleksandra Ponińskiego (1766–1824), z dziedziczką tej miejscowości Zofią Poletyło. Podwaliny późniejszej biblioteki stworzył syn Aleksandra - książę Leander Piotr (1800-1865), który we wzniesionym przez siebie budynku teatru w którym do 1892 odbywały się przedstawienia amatorskie teatru rodzinnego rozpoczął gromadzenie druków i rękopisów sztuk tam grywanych. Księgozbiór ten znacznie poszerzył jego następca Ludwik Nikodem (1827-1893) m.in. o literaturę dramatyczną oraz powieści, a także komplety ówczesnych czasopism i druków urzędowych. Właściwym jednak twórcą Biblioteki Horynieckiej stał się książę Aleksander (1856–1915). Ulegając tradycji rodzinnej, a zwłaszcza ojca, dążył przez lata całe do rozbudowy biblioteki pałacowej i przekształcenia jej w placówkę naukową dysponującą zbiorami z różnych dziedzin wiedzy. Skupywał książki w antykwariatach Krakowa, Lwowa, Triestu i Wiednia. Uczestniczył także w aukcjach i licytacjach. Tą drogą nabył m.in. cenne księgozbiory po Ignacym Polkowskim (1895) i Żegocie Paulim (1898). W rezultacie tych działań w 1914 roku Biblioteka Horyniecka liczyła ok. 40 000 tomów, co stawiało ją w rzędzie największym ówczesnych bibliotek prywatnych. Dotychczasowe miejsce przechowywania tych zbiorów bibliotecznych okazało się tym samym za ciasne i w związku z tym ich właściciel przebudowując w latach 1905-1912 pałac rozpoczął także budowę odrębnego gmachu dla biblioteki. Przedsięwzięcia tego nie udało mu się jednak dokończyć. Po wybuchu I wojny światowej ks. Aleksander w obawie przed zniszczeniem swych zbiorów przeniósł najcenniejszą ich część do swego prywatnego mieszkania we Lwowie - gdzie szczęśliwie przetrwały do końca wojny, Częściowemu zniszczeniu uległa jednak ta część zbiorów którą pozostawiono w Horyńcu. W 1919 ostatni z Ponińskich - Kaliks przekazał zbiory ojca w czasowy depozyt  Zakładowi Narodowemu im. Ossolińskich we Lwowie. Po jego śmierci spadkobiercy zdecydowali się w 1925 roku przekazać księgozbiór liczący  21 959 pozycji do Biblioteki Narodowej. Zbiory te uległy zagładzie wraz z Biblioteką Załuskich na Okólniku w Warszawie, podpalone przez Niemców po upadku powstania warszawskiego w 1944 roku. Jedynym śladem jaki pozostał jest wydany w 1936 „Katalog Biblioteki Horynieckiej XX Ponińskich. Część I: Inkunabuly i Polonica XVI wieku „, zestawiony przez Alodję Kawecką-Gryczową i Kazimierza Piekarskiego, (Warszawa 1936 ss. XII + 82 + 4 ilustL)19.